# Імперське міністерство авіації

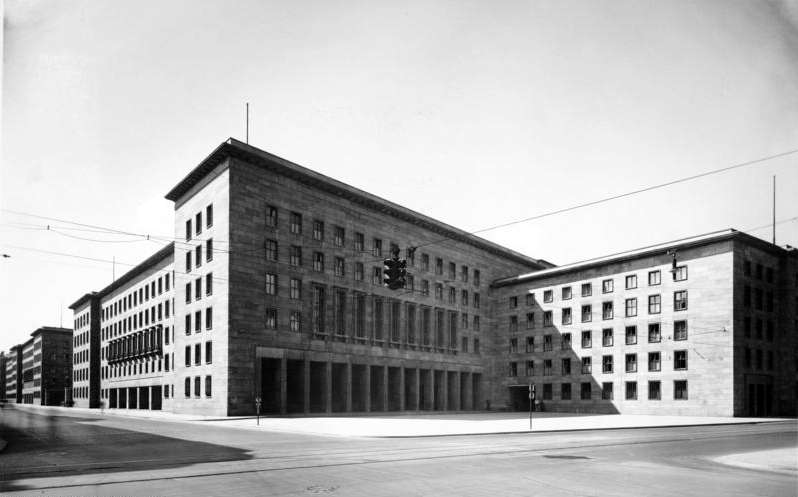
Будівля Імперського міністерства авіації. Грудень 1938 року.

Імпе́рське міністе́рство авіа́ції (нім. Reichsluftfahrtministerium, скорочено RLM) — німецьке міністерство часів Третього Рейху. Створене 27 квітня 1933 року за ініціативою Германа Герінга на базі Імперського комісаріату в справах авіації. Мета створення — приховати від світової громадськості односторонню денонсацію одного з пунктів Версальського мирного договору 1919 року, згідно з яким Німеччині заборонялось мати військово-повітряні сили. Під контролем і керівництвом Імперського міністерства авіації в цілковитій таємниці здійснювалась організація Люфтваффе, розробка нових типів бойових літаків, навчання льотного складу, створення аеродромів, навчальних центрів, пунктів управління, радіоцентрів, запасів пально-мастильних матеріалів. Кадровий склад Імперського міністерства авіації був представлений, головно, якщо не цілковито, офіцерським складом.

## Керівництво міністерства
- Імперський міністр авіації — Герман Герінг (з 27 квітня 1933 року по 23 квітня 1945 року).
- Статс-секретар міністерства — Ергард Мільх (з 27 квітня 1933 року по 21 червня 1944 року).

## Структура міністерства
- Центральний відділ (ZA).
- Управління дослідженнями (нім. FoFü, Forschungsführung) — директорат у складі чотирьох вчених-практиків (Вальтер Георгії, Адольф Беумкер, Зеєвальд, Людвіг Прандт).
- Командне управління (нім. LA, Fliegende Verbände), з 01 серпня 1936 року перетворене у Генеральний штаб Люфтваффе — управління шістьма повітряними флотами Німеччини.
- Війська зв'язку (нім. LB, Luftnachrichten Truppe).
- Технічне управління (нім. LC, Techniches Amt) у складі 9 відділів. Через технічне управління Імперське міністерство авіації здійснювало керівництво науково-дослівницькими і дослідно-конструкторськими роботами, серійним виробництвом, контрактами з компаніями-виробниками, випробуваннями авіаційної техніки, тобто контролювало повний цикл від проєктування до постачання готової техніки у війська[1].
- Адміністративне управління (LD) — бойова підготовка, навчання й управління кадрами.
- Управління забезпечення (LE) — створене 1 серпня 1936 року.
- Інспекція військ ППО (LF, Flak).
- Інспекція шкіл Люфтваффе.

## Будівля міністерства
У 1935—1936 роках у Берліні, в центрі міста, на Вільгельмштрасе, за проєктом Ернста Загебіля була споруджена нова будівля Імперського міністерства авіації. На корисній площі у 56 000 м² розмістилось 2000 офісних приміщень. Це була найбільша у той час адміністративна споруда Берліна.
Під час штурму Берліна радянськими військами споруда зазнала незначних ушкоджень і в цілому зберегла свій первісний вигляд. У 1949 році в будівлі колишнього Імперського міністерства авіації було проголошено створення Німецької Демократичної Республіки (НДР).
З 1999 році в повністю реконструйованій та осучасненій будівлі, що отримала назву «будинок Детлефа Рогведера», міститься Федеральне міністерство фінансів Німеччини.